# Alexander Gordon, IV duca di Gordon
Alexander Gordon, IV duca di Gordon (Fochabers, 18 giugno 1743 – Londra, 17 giugno 1827), è stato un nobile e politico scozzese.

## Biografia

### Infanzia e ascesa al ducato
Era il figlio primogenito di Cosmo Gordon, III duca di Gordon e di sua moglie Lady Catherine Gordon Studiò a Eton e a Harrow.
Nel 1752 divenne Duca di Gordon, alla morte del padre.

### Carriera politica
È stato nominato Cavaliere del Cardo nel 1775 ed è stato creato un pari d'Inghilterra come barone di Gordon Huntley, di Huntley nella contea di Gloucester, e conte di Norwich, nella contea di Norfolk, nel 1784.
Era Custode del Sigillo della Corona di Scozia (1794-1806 e 1807-1827). Tra il 1793 e il 1827, fu cancelliere del Collegio del re, a Aberdeen. Inoltre, è stato Lord luogotenente dell'Aberdeenshire fino al 1808.

### Matrimoni
Sposò, il 23 ottobre 1767, a Ayton, nello Berwickshire, e a Argyll Street, a Edimburgo, lady Jane Maxwell, figlia di Sir William Maxwell, III Baronetto di Monreith, e di sua moglie, Magdalena, figlia di William Blair. Ebbero sette figli.
Lady Jane morì presso l'Hotel Pulteney, nel Middlesex, il 14 aprile 1812 e fu sepolta nella sua amata Kinrara, vicino a Aviemore.
Sposò, nel mese di luglio 1820, Jane (o Jean) Christie, la sua amante, dalla quale aveva già avuto quattro figli.

### Morte
La sua seconda moglie morì il 17 giugno 1824, mentre il duca morì improvvisamente a Mount Street, Berkeley Square, il 17 giugno 1827, e fu sepolto a Elgin Cathedral.

## Discendenza
Lord Alexander Gordon e Lady Jane Maxwell ebbero sette figli:
- Lady Charlotte Gordon (20 settembre 1768 - 5 maggio 1842), sposò, il 9 settembre 1789, Charles Lennox, IV duca di Richmond, ebbero figli;
- George Gordon, V duca di Gordon (2 febbraio 1770 - 28 maggio 1836);
- Lady Madelaine Gordon (1772 - 31 maggio 1847), sposò in prime mozze, il 2 aprile 1789, Sir Robert Sinclair, VII Baronetto, ebbero figli; sposò in seconde nozze, il 25 novembre 1805, Fysche Palmer, non ebbero figli;
- Lady Susan Gordon (2 febbraio 1774 - 26 agosto 1828), sposò, il 7 ottobre 1793, William Montagu, V duca di Manchester, ebbero figli;
- Lady Louisa Gordon (27 dicembre 1776 - 5 dicembre 1850), sposò, il 17 aprile 1795, Charles Cornwallis, II marchese di Cornwallis, ebbero figli;
- Lady Georgiana Gordon (18 luglio 1781 - 24 febbraio 1853), sposò, il 23 giugno 1803, John Russell, VI duca di Bedford, ebbero figli;
- Lord Alexander Gordon (1785 - 8 gennaio 1808), ufficiale dell'esercito britannico, morto celibe.

## Ascendenza
|                                      |                                    |                                             | Genitori                                |  |  | Nonni |  |  | Bisnonni                        |  |  | Trisnonni                            |  |
|                                      |                                    |                                             |                                         |  |  |       |  |  | George Gordon, I duca di Gordon |  |  | Lewis Gordon, III marchese di Huntly |  |
|                                      |                                    |                                             |                                         |  |  |       |  |  | George Gordon, I duca di Gordon |  |  | Lewis Gordon, III marchese di Huntly |  |
|                                      |                                    | Mary Grant                                  |                                         |  |  |       |  |  | George Gordon, I duca di Gordon |  |  |                                      |  |
| Alexander Gordon, II duca di Gordon  |                                    |                                             |                                         |  |  |       |  |  | George Gordon, I duca di Gordon |  |  |                                      |  |
|                                      |                                    | Elizabeth Howard                            | Henry Howard, VI duca di Norfolk        |  |  |       |  |  |                                 |  |  |                                      |  |
|                                      |                                    | Elizabeth Howard                            | Henry Howard, VI duca di Norfolk        |  |  |       |  |  |                                 |  |  |                                      |  |
|                                      |                                    | Elizabeth Howard                            | Jane Bickerton                          |  |  |       |  |  |                                 |  |  |                                      |  |
| Cosmo Gordon, III duca di Gordon     |                                    | Elizabeth Howard                            |                                         |  |  |       |  |  |                                 |  |  |                                      |  |
|                                      |                                    | Charles Mordaunt, III conte di Peterborough | John Mordaunt, I visconte Mordaunt      |  |  |       |  |  |                                 |  |  |                                      |  |
|                                      |                                    | Charles Mordaunt, III conte di Peterborough | John Mordaunt, I visconte Mordaunt      |  |  |       |  |  |                                 |  |  |                                      |  |
|                                      |                                    | Charles Mordaunt, III conte di Peterborough | Elizabeth Carey                         |  |  |       |  |  |                                 |  |  |                                      |  |
| Henrietta Mordaunt                   |                                    | Charles Mordaunt, III conte di Peterborough |                                         |  |  |       |  |  |                                 |  |  |                                      |  |
|                                      |                                    | Carey Fraser                                | Alexander Fraser, I baronetto           |  |  |       |  |  |                                 |  |  |                                      |  |
|                                      |                                    | Carey Fraser                                | Alexander Fraser, I baronetto           |  |  |       |  |  |                                 |  |  |                                      |  |
|                                      |                                    | Carey Fraser                                | Mary Carey                              |  |  |       |  |  |                                 |  |  |                                      |  |
| Alexander Gordon, IV duca di Gordon  |                                    | Carey Fraser                                |                                         |  |  |       |  |  |                                 |  |  |                                      |  |
|                                      | George Gordon, I conte di Aberdeen | John Gordon, I baronetto                    |                                         |  |  |       |  |  |                                 |  |  |                                      |  |
|                                      | George Gordon, I conte di Aberdeen | John Gordon, I baronetto                    |                                         |  |  |       |  |  |                                 |  |  |                                      |  |
|                                      | George Gordon, I conte di Aberdeen | Mary Forbes                                 |                                         |  |  |       |  |  |                                 |  |  |                                      |  |
| William Gordon, II conte di Aberdeen | George Gordon, I conte di Aberdeen |                                             |                                         |  |  |       |  |  |                                 |  |  |                                      |  |
|                                      |                                    | Anne Lockhart                               | George Lockhart                         |  |  |       |  |  |                                 |  |  |                                      |  |
|                                      |                                    | Anne Lockhart                               | George Lockhart                         |  |  |       |  |  |                                 |  |  |                                      |  |
|                                      |                                    | Anne Lockhart                               | Anne Lockhart                           |  |  |       |  |  |                                 |  |  |                                      |  |
| Catherine Gordon                     |                                    | Anne Lockhart                               |                                         |  |  |       |  |  |                                 |  |  |                                      |  |
|                                      |                                    | John Murray, I duca di Atholl               | John Murray, I marchese di Atholl       |  |  |       |  |  |                                 |  |  |                                      |  |
|                                      |                                    | John Murray, I duca di Atholl               | John Murray, I marchese di Atholl       |  |  |       |  |  |                                 |  |  |                                      |  |
|                                      |                                    | John Murray, I duca di Atholl               | Amelia Sophia Stanley                   |  |  |       |  |  |                                 |  |  |                                      |  |
| Susan Murray                         |                                    | John Murray, I duca di Atholl               |                                         |  |  |       |  |  |                                 |  |  |                                      |  |
|                                      |                                    | Catherine Hamilton                          | William Douglas                         |  |  |       |  |  |                                 |  |  |                                      |  |
|                                      |                                    | Catherine Hamilton                          | William Douglas                         |  |  |       |  |  |                                 |  |  |                                      |  |
|                                      |                                    | Catherine Hamilton                          | Anne Hamilton, III duchessa di Hamilton |  |  |       |  |  |                                 |  |  |                                      |  |
|                                      |                                    | Catherine Hamilton                          |                                         |  |  |       |  |  |                                 |  |  |                                      |  |